# Gun (film 2010)
Gun – amerykański film akcji bezpośrednio na wideo. Film był realizowany w Detroit i Grand Rapids.

## Fabuła
Eskalacja porachunków gangsterskich i napadów z użyciem broni sprawia, że życie w Detroit zaczyna przypominać pobyt na strzelnicy. Cierpliwość miejscowej policji kończy się, kiedy dochodzi do brutalnej strzelaniny w jednym z klubów nocnych. Rozpoczyna się zakrojona na szeroką skalę operacja, wymierzona w handlarzy bronią. Na celowniku jest jeden z najlepszych w tym fachu – charyzmatyczny Rich.

## Obsada
- 50 Cent jako Rich
- Val Kilmer jako Angel
- AnnaLynne McCord jako Gabriella
- James Remar jako detektyw Rogers
- Paul Calderón jako detektyw Jenkins
- Christa Campbell jako reporter
- Josh Carrizales jako Valentine
- Mark Famiglietti jako agent ATF
- Gary Darnell Jackson Jr. jako Young Rich
- Hassan Johnson jako Clinton